# مصر في الألعاب البارالمبية الصيفية 1988
شاركت مصر في الألعاب البارالمبية الصيفية 1988 في سيؤول، بوفد رياضي قوامه 46 تحصل على 8 ميداليات.

## مقالات ذات صلة
- مصر في الألعاب الأولمبية الصيفية 1988